# Alexandre Bacci
Alexandre Bacci Mendes Padula (São Paulo, 29 de abril de 1967) é um ator, jornalista e apresentador brasileiro.

## Carreira
Alexandre Bacci cursou direito na Universidade de São Paulo, mas nunca exerceu a profissão. Ele preferiu seguir sua veia artística e se tornou ator profissional, tendo atuado em mais de uma dezena de peças teatrais, além de filmes publicitários. No palco, trabalhou com diretores renomados como José Celso Martinez Corrêa e Antunes Filho.
Também jornalista, Bacci foi convidado e aceitou a proposta de ser apresentador de um programa voltado ao mercado brasileiro no canal People + Arts[carece de fontes?], pertencente à Discovery Channel, morando por um ano em Miami, nos Estados Unidos. Na sua volta ao Brasil, foi contratado pela Rede Globo para apresentar os programas Globo Esporte e Esporte Espetacular, o que fez por quatro anos.
Quando saiu da emissora, retornou ao teatro e protagonizou a peça Perdido Coração de Cristo, de Léo Lama. Depois disso, decidiu se distanciar dos holofotes e foi morar em uma chácara no interior paulista. Quatro anos mais tarde, estava de volta à televisão para comandar o programa Olha Você, do SBT, mas saiu do programa no dia 20 de março de 2009. Esteve também na telenovela do SBT Vende-se um Véu de Noiva, de Íris Abravanel, baseada na obra radiofônica de Janete Clair. Em 2015, Bacci voltou a TV no canal Fox Sports, onde apresentou o programa PokerStars.

## Vida pessoal
Alexandre Bacci chegou a ser apontado como affair da apresentadora Xuxa Meneghel, porém os dois nunca se conheceram.

## Trabalhos

### Como ator

#### Televisão
| Ano  | Título                   | Papel  | Emissora |
| ---- | ------------------------ | ------ | -------- |
| 2009 | Vende-se um Véu de Noiva | Tobias | SBT      |

### Como apresentador
| Ano       | Título              | Emissora          |
| --------- | ------------------- | ----------------- |
| 1999-2002 | Esporte Espetacular | Rede Globo        |
| 1999-2002 | Globo Esporte       | Rede Globo        |
| 2008-2009 | Olha Você           | SBT               |
| 2015-2017 | PokerStars          | Fox Sports Brasil |